# نقل (طعام)
النُّقُل أو اللُّقَم (بالتركية: Nokul)‏ (نقحرة: نوكول) هو نوع من عجين الفطير من المطبخ التركي. إنه شائع في منطقة البحر الأسود الوسطى في تركيا ومناطق الأقليات التركية في بلغارية مع وجود اختلافات. تُقدم النقل أحيانًا ساخنة مقبلاتٍ بدلاً من الخبز. وتتكون من صفيحة ملفوفة من عجينة الخميرة تُرش عليها جبن بياز على طريقة الفيتا أو الجوز أو بذور الخشخاش فوق طبقة رقيقة من الزبدة. ثم تُلف العجينة وتقطع إلى أجزاء منفصلة وتُخبز.

## الأنواع حس الحشوة
- نُقُل بالجبن[2]
- نُقُل باللحم البقري[3]
- نُقُل بالطحينة[4]
- نُقُل بالجوز[5]
- نُقُل ببزر الخشخاش[6]
- نُقُل بالبندق

## أنماط النُقل الإقليمية
- نقل سمسون[7][8]
- نقل إسبرطة[9]
- لقم جوز بورصة[10]
- نقل سينوب[11]

## انظر ايضًا
- المعمول
- بورتساغ
- كعك بذور الخشخاش